# Dimitri Mohamed
Dimitri Mohamed (Bully-les-Mines, 11 giugno 1995) è un calciatore francese, centrocampista del Croix.

## Caratteristiche tecniche
È un esterno sinistro.

## Carriera

### Club
Cresciuto nelle giovanili dell'Amiens, ha esordito in prima squadra il 13 maggio 2011 in un match vinto 2-1 contro il Guingamp.

## Statistiche

### Presenze e reti nei club
Statistiche aggiornate al 7 luglio 2017.
| Stagione             | Squadra              | Campionato           | Campionato | Campionato | Coppe nazionali | Coppe nazionali | Coppe nazionali | Coppe continentali | Coppe continentali | Coppe continentali | Altre coppe | Altre coppe | Altre coppe | Totale | Totale | Totale |
| Stagione             | Squadra              | Comp                 | Pres       | Reti       | Comp            | Pres            | Reti            | Comp               | Pres               | Reti               | Comp        | Pres        | Reti        | Pres   | Reti   |        |
| -------------------- | -------------------- | -------------------- | ---------- | ---------- | --------------- | --------------- | --------------- | ------------------ | ------------------ | ------------------ | ----------- | ----------- | ----------- | ------ | ------ | ------ |
| 2010-2011            | Amiens               | NAT                  | 1          | 0          | CF+CdL          | 0               | 0               |                    | -                  | -                  |             | -           | -           | 1      | 0      |        |
| 2011-2012            | Amiens               | L2                   | 16         | 0          | CF+CdL          | 0+2             | 0               |                    | -                  | -                  |             | -           | -           | 18     | 0      |        |
| Totale Amiens        | Totale Amiens        | Totale Amiens        | 17         | 0          |                 | 2               | 0               |                    | -                  | -                  |             | -           | -           | 19     | 0      |        |
| 2012-2013            | R.E. Mouscron        | TK                   | 17+5       | 1+1        | CB              | 1               | 0               |                    | -                  | -                  |             | -           | -           | 23     | 2      |        |
| 2013-2014            | R.E. Mouscron        | TK                   | 30         | 2          | CB              | 1               | 0               |                    | -                  | -                  |             | -           | -           | 31     | 2      |        |
| 2014-2015            | R.E. Mouscron        | PL                   | 14+6       | 0          | CB              | 1               | 0               |                    | -                  | -                  |             | -           | -           | 21     | 0      |        |
| 2015-2016            | R.E. Mouscron        | PL                   | 16         | 1          | CB              | 2               | 0               |                    | -                  | -                  |             | -           | -           | 18     | 1      |        |
| 2016-2017            | R.E. Mouscron        | PL                   | 28+4       | 0          | CB              | 2               | 0               |                    | -                  | -                  |             | -           | -           | 34     | 0      |        |
| Totale R.E. Mouscron | Totale R.E. Mouscron | Totale R.E. Mouscron | 120        | 5          |                 | 7               | 0               |                    | -                  | -                  |             | -           | -           | 127    | 5      |        |
| Totale carriera      | Totale carriera      | Totale carriera      | 137        | 5          |                 | 9               | 0               |                    | -                  | -                  |             | -           | -           | 146    | 5      |        |